# Enicospilus chiuae
Enicospilus chiuae là một loài tò vò trong họ Ichneumonidae.